# Puževci
Puževci este o localitate din comuna Puconci, Slovenia, cu o populație de 194 de locuitori.